# همند کوهان و کردر
همند کوهان و کردر روستایی از توابع بخش مرکزی شهرستان دماوند در استان تهران ایران است.

## جمعیت
این روستا در دهستان جمع‌آبرود قرار دارد و براساس سرشماری مرکز آمار ایران در سال ۱۳۸۵، جمعیت آن ۴۵ نفر (۳۷خانوار) بوده‌است.

## زبان گفتاری
تاتی زبان رایج در روستای همند کوهان و کردر است.